# Peas Sothy
Peas Sothy (Phnom Penh, 15 dicembre 1979) è un ex calciatore cambogiano, di ruolo difensore.

## Carriera

### Club
Ha giocato nella prima divisione cambogiana.

### Nazionale
Tra il 1999 e il 2004 ha giocato 15 partite con la sua nazionale, senza mai segnare.